# Conselho Geral Sionista

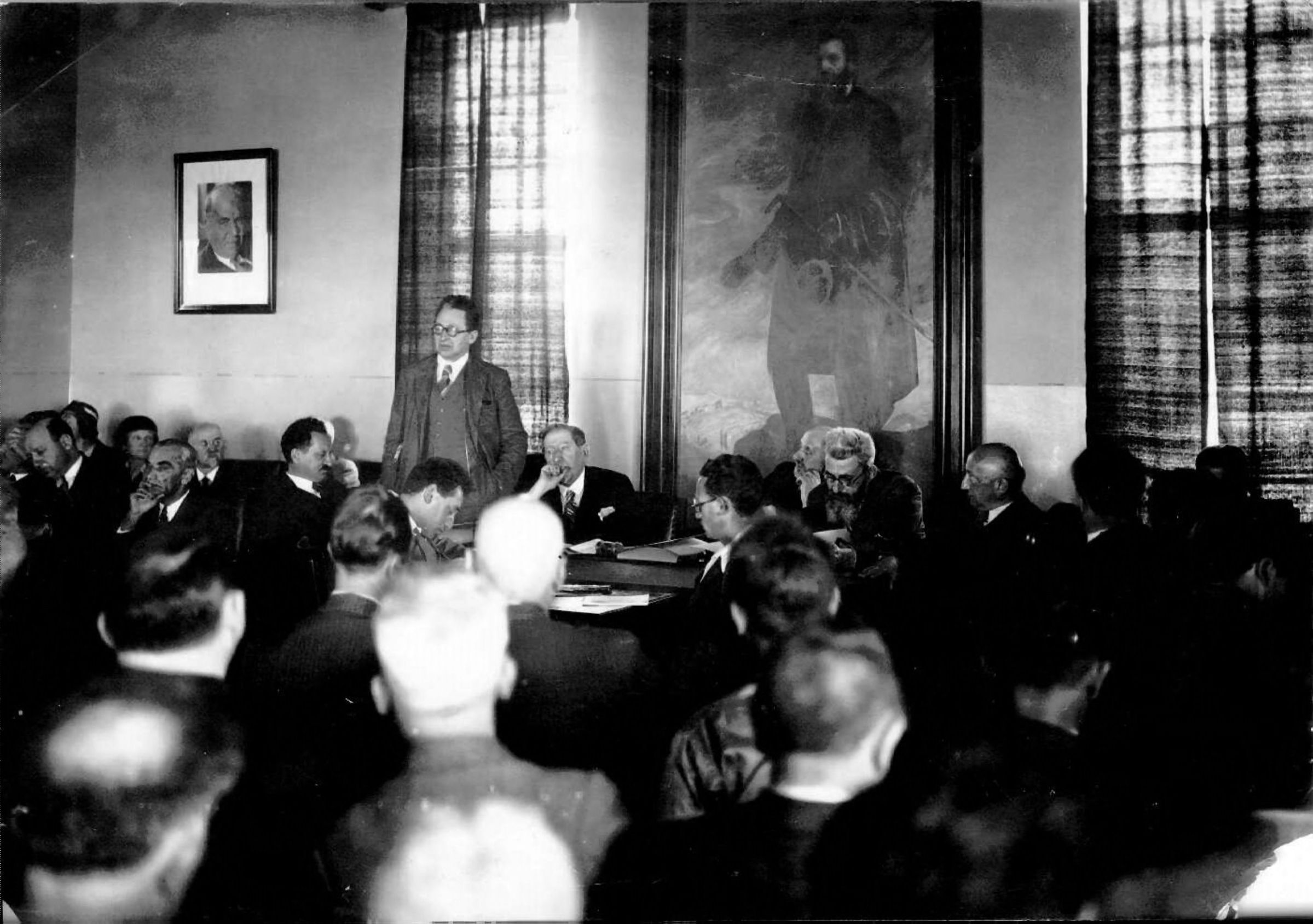
Yitzhak Ben-Zvi discursa na reunião do Conselho Geral Sionista em Jerusalém, 1935

O Conselho Geral Sionista (CGS) (em hebraico: הוועד הפועל הציוני; romaniz.: HaVa'ad HaPoel HaTzioni) é a principal instituição do movimento sionista.
O CGS foi criado em 1921, após uma decisão tomada no 11º Congresso Sionista Mundial. É composto por membros eleitos no Congresso Sionista Mundial e representantes de organizações sionistas. O conselho tem de 25 a 30 membros e é responsável pela implementação das decisões tomadas no Congresso Sionista Mundial e pela administração do movimento sionista.
Em 2010, Helena Glaser, Presidente da WIZO Mundial, foi eleita por unanimidade presidente do Conselho Geral Sionista no 36º Congresso Sionista Mundial em Jerusalém.

## Ex-presidentes
- 1921–1925: Tzvi-Peretz Hayot
- 1925–1933: Leo Motzkin
- 1935–1941: Menachem Ussishkin
- 1946–1949: Stephen Samuel Wise
- 1949–1959: Yosef Sprinzak
- 1959–1961: Berl Locker
- 1961–1968: Ya'akov Tzur
- 1968–1971: Ehud Avriel
- 1972–1978: Yitzhak Navon
- 1978-1982: Yitzhak Peretz
- 1983–2010: Richard Hirsch
- 2010–: Helena Glaser